# Стрибки у воду на Чемпіонаті Європи з водних видів спорту 2018 — змішана синхронна вишка, 10 метрів
Змагання зі змішаних синхронних стрибків у воду з вишки на Чемпіонаті Європи з водних видів спорту 2018 відбулись 11 серпня.

## Результат[1]
| Місце | Країна          | Спортсмени                      | Очки  | Очки  | Очки  | Очки  | Очки  | Очки    | Очки |
| Місце | Країна          | Спортсмени                      | С1    | С2    | С3    | С4    | С5    | Загалом |      |
| ----- | --------------- | ------------------------------- | ----- | ----- | ----- | ----- | ----- | ------- | ---- |
| 1     | Росія           | Микита Шлейхер Юлія Тімошиніна  | 49.20 | 49.20 | 62.10 | 74.25 | 74.88 | 309.63  |      |
| 2     | Велика Британія | Метті Лі Лоіс Тулсон            | 48.00 | 48.60 | 72.00 | 63.36 | 75.84 | 307.80  |      |
| 3     | Німеччина       | Флоріан Фандлер Крістіна Вассен | 43.80 | 48.00 | 72.96 | 48.60 | 65.28 | 278.64  |      |
| 4     | Італія          | Ноемі Баткі Майкол Верцотто     | 49.20 | 46.80 | 59.40 | 61.44 | 58.56 | 275.40  |      |
| 5     | Україна         | Олег Сербін Валерія Люлько      | 47.40 | 45.00 | 56.64 | 58.50 | 38.40 | 245.94  |      |